# Karl Sebastian Dremljuga
Karl Sebastian Dremljuga, född 15 mars 2001, är en estländsk längdskidåkare. I stadssprinten på hemmaplan i Tallinn den 21 mars 2023 tog han sig vidare till finalheaten och tog således där sina första poäng i världscupen i längdåkning. Han deltog också i Världsmästerskapen i nordisk skidsport 2023 där han blev femtioetta i sprinten. Dremljuga har också flera gånger varit på pallen i världscupen i rullskidor. Han tävlar för Võru skidklubb.